# Kaizuka (Ósaka)
Kaizuka (japonsky:貝塚市 Kaizuka-ši) je město v prefektuře Ósaka na ostrově Honšú v Japonsku. Žije zde cca 88 tisíc obyvatel. Ve městě působí 1 soukromá univerzita.

## Partnerská města
- Culver City, Kalifornie, Spojené státy americké (1965)
- Saint Helier, Spojené království